# Friedrich Karl Hertle
Friedrich Karl Hertle (* 23. April 1944 in Oberstdorf) ist ein deutscher Politiker (Bündnis 90/Die Grünen) und ehemaliger Abgeordneter des Hessischen Landtags.
Hertle besuchte von 1954 bis 1963 das Humanistische Gymnasium St. Stephan in Augsburg, wo er das Abitur machte. Danach studierte er bis 1970 die Fächer Geschichte, politische Wissenschaft und Pädagogik an den Universitäten in Erlangen,  London und in Frankfurt am Main. Er arbeitete von 1972 bis 1987 als Lehrer an einer Gesamtschule in Hattersheim am Main.
Seit 1981 ist Hertle Mitglied der Partei die Grünen. Erstmals wurde er 1987 in die zwölfte Wahlperiode des Hessischen Landtags gewählt. Dem Landtag gehörte er bis zum Ende der 14. Wahlperiode am 4. April 1999 an. Er wurde Mitglied im Kulturpolitischen Ausschuss, dem er bis 1996 angehörte. Außerdem war er bis 1995 Mitglied des Landeskuratoriums für Erwachsenenbildung. Von 1991 bis 1998 war er Mitglied des Ausschusses für Wissenschaft und Kunst, in der 14. Wahlperiode war er außerdem Mitglied im Europa-, im Haupt- und im Innenausschuss. Von 1994 bis 1996 war er Fraktionsvorsitzender der Fraktion Bündnis 90/Die Grünen und in der 13. Wahlperiode Vorsitzender des Ausschusses für Wissenschaft und Kunst. Zudem war er von 1998 bis 1999 Vorsitzender des Innenausschusses.

## Weblink
- Friedrich Karl Hertle. Abgeordnete. In: Hessische Parlamentarismusgeschichte Online. HLGL & Uni Marburg, abgerufen am 30. September 2024 (Stand 29. November 2023).

| Personendaten    | Personendaten                         |
| ---------------- | ------------------------------------- |
| NAME             | Hertle, Friedrich Karl                |
| KURZBESCHREIBUNG | deutscher Politiker (Die Grünen), MdL |
| GEBURTSDATUM     | 23. April 1944                        |
| GEBURTSORT       | Oberstdorf                            |